# Коппа (буква греческого алфавита)
Ϙ, ϙ или Ϟ, ϟ (название: ко́ппа, др.-греч. ϙόππα или κόππα) — вышедшая из употребления буква греческого алфавита. В системе греческой алфавитной записи чисел имеет числовое значение 90. Происходит от финикийской буквы  — куф, означавшей глухой увулярный взрывной согласный [q]. От буквы «коппа» произошли латинская буква Q и кириллический знак Ҁ.

## История
В греческом звуковое значение буквы изменилось, так как в языке не было увулярного взрывного звука. Некоторое время коппа использовалась для обозначения /k/ перед гласными заднего ряда, но впоследствии была вытеснена буквой Κ (каппа), однако продолжала использоваться для обозначения числа 90. Со временем начертание буквы изменилось и стало Z-образным ().

## Другие применения

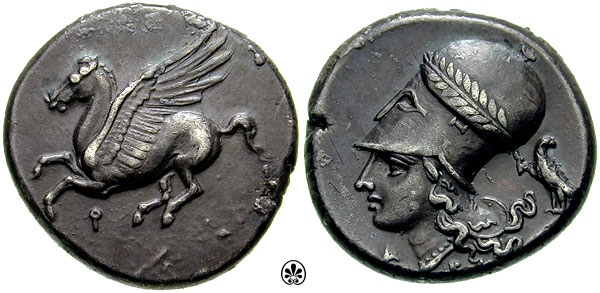
Коринфский статер. На аверсе под изображением Пегаса — буква «коппа»

Коппа была символом города Коринфа, название которого исторически писалось как Ϙόρινθος.